# Digertjärnen (Ytterhogdals socken, Hälsingland, 689260-145753)
Digertjärnen är en sjö i Härjedalens kommun i Hälsingland och ingår i Ljusnans huvudavrinningsområde. Sjön har en area på 0,119 kvadratkilometer och ligger 284,2 meter över havet.

## Delavrinningsområde
Digertjärnen ingår i det delavrinningsområde (689245-145993) som SMHI kallar för Mynnar i Ljusnans vattendragsyta. Medelhöjden är 303 meter över havet och ytan är 18 kvadratkilometer. Räknas de 110 avrinningsområdena uppströms in blir den ackumulerade arean 1 106,89 kvadratkilometer. Hoan som avvattnar avrinningsområdet har biflödesordning 2, vilket innebär att vattnet flödar genom totalt 2 vattendrag innan det når havet efter 197 kilometer. Avrinningsområdet består mestadels av skog (75 procent). Avrinningsområdet har 0,94 kvadratkilometer vattenytor vilket ger det en sjöprocent på 5,2 procent.